# Незаконні (фільм)
«Незаконні» (рум. Ilegitim) — румунський драматичний фільм, знятий Адріаном Сітару. Світова прем'єра стрічки відбулась 13 лютого 2016 року на Берлінському міжнародному кінофестивалі, а в Україні — 21 липня 2016 року на Одеському міжнародному кінофестивалі. Фільм розповідає про заборонене кохання між братом та сестрою, наслідном якого є вагітність.

## У ролях
- Аліна Грігоре — Саша Ангелеску
- Робі Урс — Ромео Ангелеску
- Адріан Тітені — Віктор Ангелеску
- Богдан Албулеску — Косма Ангелеску
- Крістіна Олтеану — Гільда Ангелеску
- Міруна Думітреску — Джулі
- Лівіу Візітіу — Богдан
- Міхаела Періану — Ема
- Адріан Іаков — Алекс

## Визнання
| Нагороди та номінації фільму «Незаконні» | Нагороди та номінації фільму «Незаконні»   | Нагороди та номінації фільму «Незаконні» | Нагороди та номінації фільму «Незаконні» | Нагороди та номінації фільму «Незаконні» | Нагороди та номінації фільму «Незаконні» |
| Рік                                      | Кінопремія / Кінофестиваль                 | Категорія / Нагорода                     | Номінант                                 | Результат                                |                                          |
| ---------------------------------------- | ------------------------------------------ | ---------------------------------------- | ---------------------------------------- | ---------------------------------------- | ---------------------------------------- |
| 2016                                     | Берлінський міжнародний кінофестиваль      | Нагорода C.I.C.A.E. («Форум»)            | «Незаконні»                              | Перемога                                 |                                          |
| 2016                                     | Одеський міжнародний кінофестиваль         | Найкращий фільм                          | «Незаконні»                              | Перемога                                 |                                          |
| 2016                                     | Пульський кінофестиваль                    | «Золота Арена» за найкращий фільм        | «Незаконні»                              | Перемога                                 |                                          |
| 2016                                     | Трансільванський міжнародний кінофестиваль | Найкращий фільм Romanian Days            | «Незаконні»                              | Номінація                                |                                          |